# Mbanga
Mbanga är en ort i Kamerun.   Den ligger i regionen Kustregionen, i den sydvästra delen av landet, 230 km väster om huvudstaden Yaoundé. Mbanga ligger 115 meter över havet och antalet invånare är 42 590.
Terrängen runt Mbanga är huvudsakligen platt. Mbanga ligger uppe på en höjd. Trakten runt Mbanga är ganska tätbefolkad, med 108 invånare per kvadratkilometer. Mbanga är det största samhället i trakten. I omgivningarna runt Mbanga växer i huvudsak städsegrön lövskog.